# Division 1 1994-1995
La Division 1 1994-1995 è stata la 57ª edizione della massima serie del campionato francese di calcio, disputato tra il 28 luglio 1994 e il 31 maggio 1995 e concluso con la vittoria del Nantes, al suo settimo titolo.
Capocannoniere del torneo è stato Patrice Loko (Nantes), con 22 reti.

## Stagione

### Novità
Venne introdotto il sistema di assegnazione dei punti che prevedeva tre punti per la vittoria. Le quattro posizioni successive a quelle valide per l'accesso in coppa UEFA avrebbero permesso la qualificazione alla nuova Coppa Intertoto, competizione estiva preliminare della terza competizione europea.

### Avvenimenti
Rimasto solo al comando a punteggio pieno dopo due gare, il Bordeaux venne presto risucchiato da un gruppo da cui uscì, alla quinta, il Nantes. I Canaris andarono in fuga, tallonati inizialmente dal Cannes e dall'Olympique Lione, e poi dai campioni uscenti del Paris Saint-Germain, che conclusero il girone di andata a -6 dalla vetta.
Durante il girone di ritorno il Nantes confermò il proprio ruolino di marcia, restando imbattuto fino alla trentatreesima giornata e concludendo il torneo con dieci punti di vantaggio sull'Olympique Lione, che permisero ai Canaris di festeggiare il settimo titolo con due gare di anticipo. Grazie alla vittoria del Paris Saint-Germain in Coppa di Francia, il Monaco poté accedere alla Coppa UEFA senza dover disputare l'Intertoto, competizione alla quale ebbe invece accesso il Bordeaux, svantaggiato dalla differenza reti. Tale discriminante fu peraltro utile allo Strasburgo per prevalere sulle altre candidate all'ultimo posto disponibile per l'accesso all'Intertoto.
A causa di irregolarità finanziarie, fu revocata all'Olympique Marsiglia la promozione in massima divisione, cosicché fu ripescato il Saint-Étienne, invischiato in zona retrocessione dopo una buona partenza. Le uniche due squadre che retrocessero in seconda divisione furono quindi il Caen e il Sochaux, già condannate con diverse giornate di anticipo.

## Squadre partecipanti
| Club                | Stagione | Città                | Stadio                       | Stagione precedente     |
| ------------------- | -------- | -------------------- | ---------------------------- | ----------------------- |
| Auxerre             | dettagli | Auxerre              | Stadio dell'Abbé-Deschamps   | 3º posto in Division 1  |
| Bastia              | dettagli | Bastia               | Stadio Armand Cesari         | 3º posto in Division 2  |
| Bordeaux            | dettagli | Bordeaux             | Parc Lescure                 | 4º posto in Division 1  |
| Caen                | dettagli | Caen                 | Stadio Michel d'Ornano       | 16º posto in Division 1 |
| Cannes              | dettagli | Cannes               | Stadio Pierre de Coubertin   | 6º posto in Division 1  |
| Le Havre            | dettagli | Le Havre             | Stadio Jules-Deschaseaux     | 17º posto in Division 1 |
| Lens                | dettagli | Lens                 | Stadio Félix-Bollaert        | 10º posto in Division 1 |
| Lilla               | dettagli | Lilla                | Stade Grimonprez-Jooris      | 15º posto in Division 1 |
| Martigues           | dettagli | Martigues            | Stadio Francis Turcan        | 18º posto in Division 1 |
| Metz                | dettagli | Metz                 | Stadio Saint-Symphorien      | 12º posto in Division 1 |
| Monaco              | dettagli | Principato di Monaco | Stadio Louis II              | 9º posto in Division 1  |
| Montpellier         | dettagli | Montpellier          | Stadio della Mosson          | 7º posto in Division 1  |
| Nantes              | dettagli | Nantes               | Stadio della Beaujoire       | 5º posto in Division 1  |
| Nizza               | dettagli | Nizza                | Stade Municipal du Ray       | 1º posto in Division 2  |
| Olympique Lione     | dettagli | Lione                | Stadio di Gerland            | 8º posto in Division 1  |
| Paris Saint-Germain | dettagli | Parigi               | Parco dei Principi           | Campione di Francia     |
| Rennes              | dettagli | Rennes               | Stade de la Route de Lorient | 2º posto in Division 2  |
| Saint-Étienne       | dettagli | Saint-Étienne        | Stadio Geoffroy-Guichard     | 11º posto in Division 1 |
| Sochaux             | dettagli | Montbéliard          | Stadio Auguste Bonal         | 14º posto in Division 1 |
| Strasburgo          | dettagli | Strasburgo           | Stadio della Meinau          | 13º posto in Division 1 |

## Classifica finale
|  | Pos. | Squadra             | Pt | G  | V  | N  | P  | GF | GS | DR  |
|  | ---- | ------------------- | -- | -- | -- | -- | -- | -- | -- | --- |
|  | 1.   | Nantes              | 79 | 38 | 21 | 16 | 1  | 71 | 34 | +37 |
|  | 2.   | Olympique Lione     | 69 | 38 | 19 | 12 | 7  | 56 | 38 | +18 |
|  | 3.   | Paris Saint-Germain | 67 | 38 | 20 | 7  | 11 | 58 | 41 | +17 |
|  | 4.   | Auxerre             | 62 | 38 | 15 | 17 | 6  | 59 | 34 | +25 |
|  | 5.   | Lens                | 59 | 38 | 15 | 14 | 9  | 48 | 44 | +4  |
|  | 6.   | Monaco              | 57 | 38 | 15 | 12 | 11 | 60 | 39 | +21 |
|  | 7.   | Bordeaux            | 57 | 38 | 16 | 9  | 13 | 52 | 47 | +5  |
|  | 8.   | Metz                | 56 | 38 | 16 | 8  | 14 | 50 | 44 | +6  |
|  | 9.   | Cannes              | 53 | 38 | 15 | 8  | 15 | 56 | 48 | +8  |
|  | 10.  | Strasburgo          | 51 | 38 | 13 | 12 | 13 | 43 | 43 | 0   |
|  | 11.  | Martigues           | 51 | 38 | 13 | 12 | 13 | 37 | 49 | -12 |
|  | 12.  | Le Havre            | 49 | 38 | 12 | 13 | 13 | 46 | 49 | -3  |
|  | 13.  | Rennes              | 48 | 38 | 12 | 12 | 14 | 53 | 55 | -2  |
|  | 14.  | Lilla               | 48 | 38 | 13 | 9  | 16 | 29 | 44 | -15 |
|  | 15.  | Bastia              | 44 | 38 | 11 | 11 | 16 | 44 | 56 | -12 |
|  | 16.  | Nizza               | 43 | 38 | 11 | 10 | 17 | 39 | 52 | -13 |
|  | 17.  | Montpellier         | 41 | 38 | 9  | 14 | 15 | 38 | 53 | -15 |
|  | 18.  | Saint-Étienne       | 38 | 38 | 9  | 11 | 18 | 45 | 55 | -10 |
|  | 19.  | Caen                | 36 | 38 | 10 | 6  | 22 | 38 | 58 | -20 |
|  | 20.  | Sochaux             | 23 | 38 | 6  | 5  | 27 | 29 | 68 | -39 |

Legenda:
      Campione di Francia e ammessa alla UEFA Champions League 1995-1996.
      Ammesse alla Coppa UEFA 1995-1996.
      Ammesse alla Coppa Intertoto 1995.
      Ammesse alla Coppa delle Coppe 1995-1996.
      Retrocesse in Division 2 1995-1996.
Note:
Tre punti a vittoria, uno a pareggio, zero a sconfitta.
In caso di arrivo di due o più squadre a pari punti, la graduatoria verrà stilata secondo la classifica avulsa tra le squadre interessate che prevede, in ordine, i seguenti criteri:
- Differenza reti generale.
- Reti realizzate in generale.

Saint-Étienne ripescato in seguito alla revoca della promozione all'Olympique Marsiglia

### Squadra campione
| Formazione tipo | Giocatori (presenze)    |
| --- | ----------------------- |
| Marraud Decroix Karembeu Pignol Le Dizet Ferri Makélélé Pedros N'Doram Ouédec Loko | David Marraud (14)      |
| Marraud Decroix Karembeu Pignol Le Dizet Ferri Makélélé Pedros N'Doram Ouédec Loko | Eric Decroix (35)       |
| Marraud Decroix Karembeu Pignol Le Dizet Ferri Makélélé Pedros N'Doram Ouédec Loko | Christian Karembeu (34) |
| Marraud Decroix Karembeu Pignol Le Dizet Ferri Makélélé Pedros N'Doram Ouédec Loko | Christophe Pignol (30)  |
| Marraud Decroix Karembeu Pignol Le Dizet Ferri Makélélé Pedros N'Doram Ouédec Loko | Serge Le Dizet (37)     |
| Marraud Decroix Karembeu Pignol Le Dizet Ferri Makélélé Pedros N'Doram Ouédec Loko | Jean-Michel Ferri (33)  |
| Marraud Decroix Karembeu Pignol Le Dizet Ferri Makélélé Pedros N'Doram Ouédec Loko | Claude Makélélé (36)    |
| Marraud Decroix Karembeu Pignol Le Dizet Ferri Makélélé Pedros N'Doram Ouédec Loko | Reynald Pedros (32)     |
| Marraud Decroix Karembeu Pignol Le Dizet Ferri Makélélé Pedros N'Doram Ouédec Loko | Japhet N'Doram (32)     |
| Marraud Decroix Karembeu Pignol Le Dizet Ferri Makélélé Pedros N'Doram Ouédec Loko | Patrice Loko (37)       |
| Marraud Decroix Karembeu Pignol Le Dizet Ferri Makélélé Pedros N'Doram Ouédec Loko | Nicolas Ouédec (34)     |
| Altri giocatori: Eddy Capron (30), Benoît Cauet (25), Dominique Casagrande (20), Laurent Guyot (15), Samson Siasia (13), Franck Renou (12), Stéphane Moreau (9), Eric Loussouarn (5), David Garcion (3), Jean-Louis Garcia (1). |                         |

## Statistiche

### Squadre

#### Capoliste solitarie
|    | ——       | —— | —— | ——     | ——     | ——     | ——     | ——     | ——     | ——     | ——     | ——     | ——     | ——     | ——     | ——     | ——     | ——     | ——     | ——     | ——     | ——     | ——     | ——     | ——     | ——     | ——     | ——     | ——     | ——     | ——     | ——     | ——     | ——     | ——     | ——     | ——     | —— |  |
|    | Bordeaux |    |    | Nantes | Nantes | Nantes | Nantes | Nantes | Nantes | Nantes | Nantes | Nantes | Nantes | Nantes | Nantes | Nantes | Nantes | Nantes | Nantes | Nantes | Nantes | Nantes | Nantes | Nantes | Nantes | Nantes | Nantes | Nantes | Nantes | Nantes | Nantes | Nantes | Nantes | Nantes | Nantes | Nantes | Nantes |    |  |
|    |          |    |    |        |        |        |        |        |        |        |        |        |        |        |        |        |        |        |        |        |        |        |        |        |        |        |        |        |        |        |        |        |        |        |        |        |        |    |  |
|    |          |    |    |        |        |        |        |        |        |        |        |        |        |        |        |        |        |        |        |        |        |        |        |        |        |        |        |        |        |        |        |        |        |        |        |        |        |    |  |
| 1ª | 2ª       | 3ª | 4ª | 5ª     | 6ª     | 7ª     | 8ª     | 9ª     | 10ª    | 11ª    | 12ª    | 13ª    | 14ª    | 15ª    | 16ª    | 17ª    | 18ª    | 19ª    | 20ª    | 21ª    | 22ª    | 23ª    | 24ª    | 25ª    | 26ª    | 27ª    | 28ª    | 29ª    | 30ª    | 31ª    | 32ª    | 33ª    | 34ª    | 35ª    | 36ª    | 37ª    | 38ª    |    |  |

#### Primati stagionali
Squadre
- Maggior numero di vittorie: Nantes (21)
- Minor numero di sconfitte: Nantes (1)
- Migliore attacco: Nantes (71)
- Miglior difesa: Nantes, Auxerre (34)
- Miglior differenza reti: Nantes (+37)
- Maggior numero di pareggi: Nantes (16)
- Minor numero di pareggi: Sochaux (5)
- Maggior numero di sconfitte: Sochaux (27)
- Minor numero di vittorie: Sochaux (6)
- Peggior attacco: Sochaux (29)
- Peggior difesa: Sochaux (68)
- Peggior differenza reti: Sochaux (-39)

### Individuali

#### Classifica marcatori
| Gol | Rigori |  | Giocatore        | Squadra             |
| --- | ------ |  | ---------------- | ------------------- |
| 22  | 1      |  | Patrice Loko     | Nantes              |
| 20  | 10     |  | Alain Caveglia   | Le Havre            |
| 18  | 4      |  | Nicolas Ouédec   | Nantes              |
| 15  | 3      |  | Marco Grassi     | Rennes              |
| 15  |        |  | Florian Maurice  | Olympique Lione     |
| 14  | 1      |  | Youri Djorkaeff  | Monaco              |
| 14  |        |  | Joël Tiéhi       | Lens                |
| 12  | 9      |  | Laurent Blanc    | Saint-Étienne       |
| 13  |        |  | Ardian Kozniku   | Cannes              |
| 13  |        |  | Amara Simba      | Caen                |
| 13  |        |  | Didier Tholot    | Martigues           |
| 12  | 1      |  | Mohammed Chaouch | Nizza               |
| 12  | 3      |  | Anto Drobnjak    | Bastia              |
| 12  | 2      |  | Japhet N'Doram   | Nantes              |
| 12  | 1      |  | Raí              | Paris Saint-Germain |

## Percorso dei club nelle coppe europee
| Club                | Competizione          | Risultato            | Ultimo avversario           |
| ------------------- | --------------------- | -------------------- | --------------------------- |
| Paris Saint-Germain | Uefa Champions League | Semifinali           | Milan (0-1; 0-2)            |
| Auxerre             | Coppa delle Coppe     | Quarti di finale     | Arsenal (1-1; 0-1)          |
| Nantes              | Coppa UEFA            | Quarti di finale     | Bayer Leverkusen (1-5; 0-0) |
| Bordeaux            | Coppa UEFA            | Sedicesimi di finale | GKS Katowice (0-1; 1-1)     |
| Cannes              | Coppa UEFA            | Sedicesimi di finale | Admira Wacker (1-1; 2-4)    |
| Olympique Marsiglia | Coppa UEFA            | Sedicesimi di finale | Sion (0-2; 3-1)             |